# فرع فلسطين
فرع فلسطين ويُعرفُ كذلك باسم فرع 235 هو أحد السجون التي تديرها المخابرات السورية. يقعُ هذا السّجن في العاصِمة دمشق ويحظى بسمعة سيئة للغاية وذلك بسبب ما تسرب عنه من تعذيب النظام السوري لمعارضيه ولنشطاء حقوق الإنسان كذلك. تسرّب كذلك عن السجن قيام عناصر من المخابرات السورية باستجواب معارضين ومدنيين في ظروف يرثى لها.
تأسّس هذا السجن في عام 1969؛ كانَ حينها همزة وصل بين الحكومة السورية ومختلف الجهات الفلسطينية المسموح لها بالعمل في سوريا بما في ذلك حركة فتح، منظمة الصاعقة، الجبهة الديمقراطية لتحرير فلسطين ثم الجبهة الشعبية لتحرير فلسطين.  ارتبطَ هذا السجن بسمعة سيئة منذ عام 1990 كما اكتسب شهرة على نطاق واسع في أعقاب هجمات 11 أيلول/سبتمبر وذلك بسبب احتمال إرسال المعتقلين المشتبه في انتمائهم لمنظمات إرهابية إلى هناك من خلال عمليات التسليم الاستثنائي في المقام الأول والتي قامت بها الولايات المتحدة كوسيلة من الاستعانة بمصادر خارجية للتعذيب. قيل أّنّ مركز الاحتجاز كبير جدا حيث يُشرف عليه أزيد من 500 موظف ويتوفر على ثلاث طوابق تحت أرضية تُستعمل في عمليات الاحتجاز والتعذيب.

## مقومات السجن
وُصف السجن بالرهيب حيث يحتوي على عشرات الغرف من حجم التابوت والتي لا تتجاوز في بعض الأحيان مِترين. وصفَ المسجونون اكتضاضه بالصراصير، البراغيث، الفئران، والقمل. هناك أيضا كمية طعام قليلة جدا تُعطى للسجناء بشكل متعمد وتتسبب لهم في فقدان الوزن الشديد. ليس هذا فقط فالسجن لا يتوفر على أي دورات مياه؛ كل ما في الأمر أنّ السجِين يحصل على زجاجتين واحدة لمياه الشرب وأخرى للبول. يُسمحُ للمحتجزين بالخروج من زنازينهم لمدة بضع دقائق إلى الحمام الرئيسي وذلك ثلاث مرات في اليوم ما عدا يوم الجمعة الذي يُسمح لهم بوقت استراحة أطول نسبيًا.

## العنف الجنسي
تعرّض معتقلي هذا السجن في الكثير من الأحيان إلى العنف الجنسي من قِبل ضباط وحراس المُعْتَقَل كما تعرض البعض منهم للاغتصاب الجماعي وذلك لترهيبهم وعقابهم.

## الضرب
تشمل أساليب التعذيب الكرسي المعدني الذي يُستخدمُ للإضرار بالعمود الفقري كما يتمّ ربط وتقييد رأسه السّجين والساقين والذراعين من أجل شله عنِ الحركة ثم يتعرض للضرب من قبل المحقق. يُعلّق المحتجز في السقف بحيث لا تُلامس أصابع قدميه الأرضية ثم يتعرض للصعق الكهربائي وغيرِها من أساليب الترهيب.

## معتقلين سابقين
| - ماهر عرار - محمد حيدر زمار - عبد الله المالكي | - نزار نيوف - عباس خان - أحمد أبو المعاطي |